# Leo Schweitzer

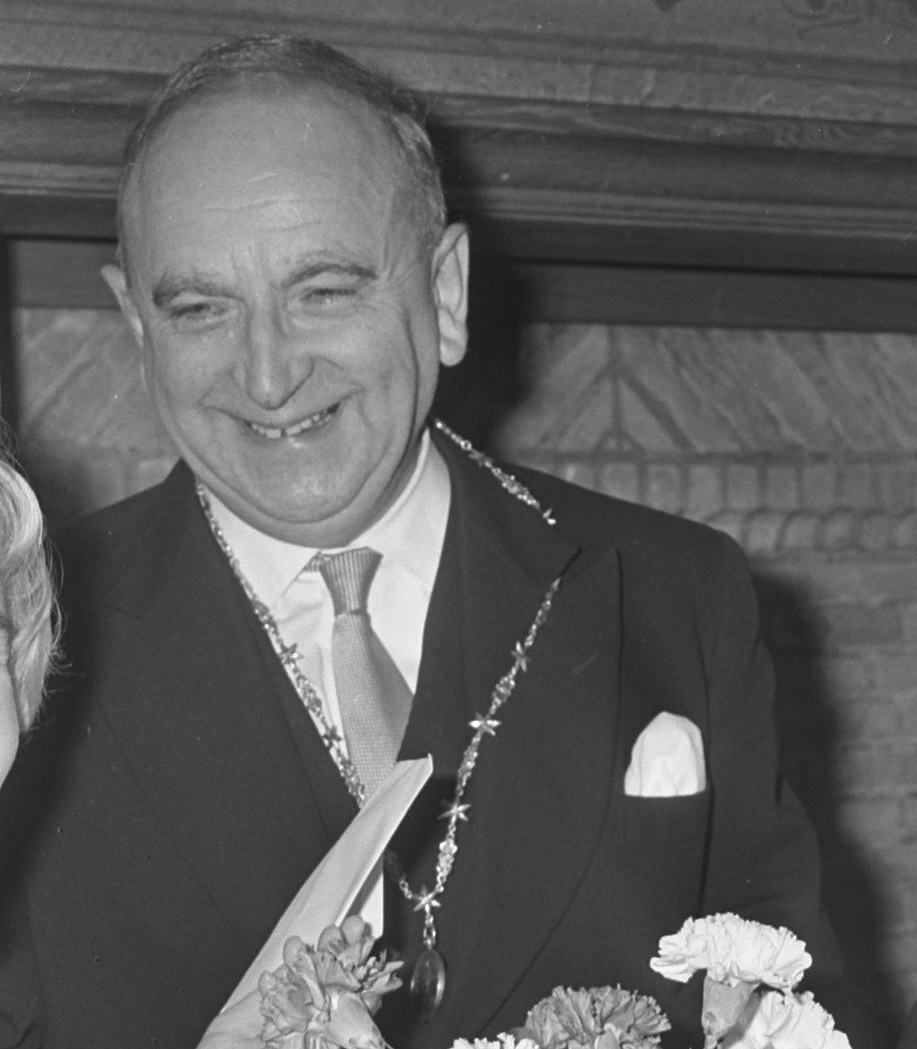
Burgemeester mr. L.M.N. Schweitzer van Vlijmen (1964)

Leo Marie Nicolaas Schweitzer (Heerlen, 7 februari 1912 – Den Bosch, 24 januari 1990) was een Nederlands politicus van de KVP.
Hij werd geboren als zoon van W.J.B. Schweitzer (1880-1962) die mijndirecteur geweest is van Laura en Vereeniging. Zelf is hij afgestudeerd in de rechten en trouwde in 1939 met een dochter van B.W.Th. van Slobbe, destijds burgemeester van Breda en voormalig gouverneur van Curaçao. Leo Schweitzer was advocaat en procureur in Enschede voor hij daar in 1954 wethouder werd. In juli 1962 werd hij benoemd tot burgemeester van Vlijmen. In maart 1977 ging hij daar met pensioen en rond 1979 is hij nog enige tijd waarnemend burgemeester van Oirschot geweest. Begin 1990 overleed Schweitzer op 77-jarige leeftijd.